# Serragallarda
La Serragallarda és una obra d'Aguilar de Segarra (Bages) inclosa a l'Inventari del Patrimoni Arquitectònic de Catalunya.

## Descripció
Com moltes de les cases de pagès de casa nostra, Can Serragallarda és el resultat d'un seguit de construccions i afegits diversos, que partint d'un edifici original s'ha anat fent al llarg dels segles.
Mentre que hi trobem alguna construcció de tipus medieval, hi ha també una part del segle xviii i algun afegit de l'època actual.